# Olenecamptus bilobus
Olenecamptus bilobus es una especie de escarabajo longicornio del género Olenecamptus, subfamilia Lamiinae. Fue descrita científicamente por Fabricius en 1801.
Se distribuye por China, Comoras, Reunión, Mauricio, islas Andamán y Nicobar, Madagascar, Bután, Vanuatu, India, Pakistán y Australia. Mide 10-20 milímetros de longitud. El período de vuelo ocurre en todos los meses del año.